# Proteïnes urinàries majors

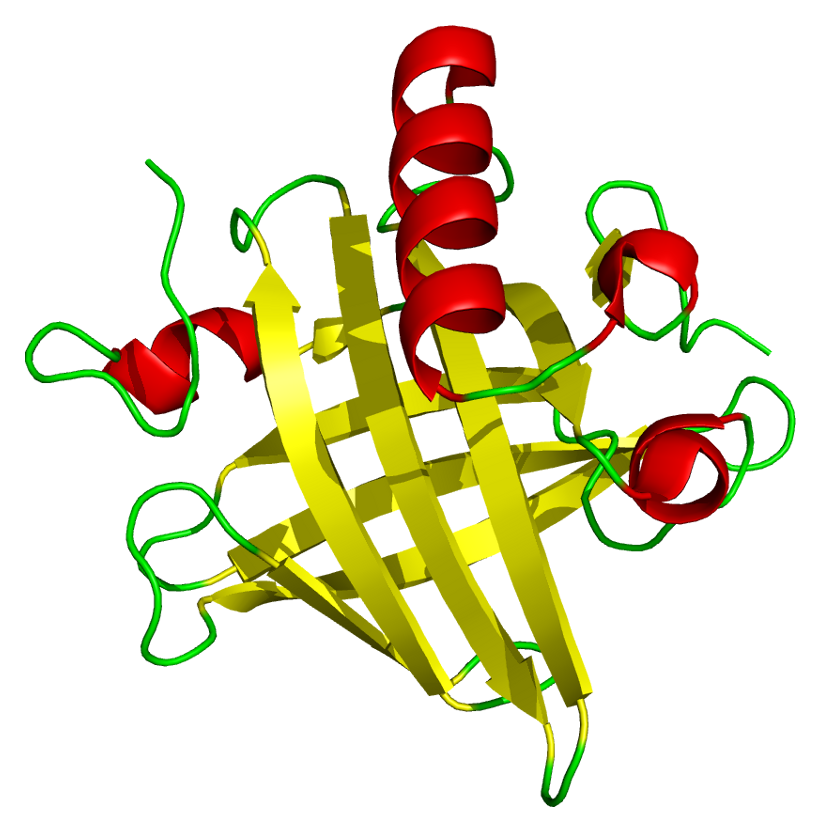
Estructura terciària d'una proteïna major urinària de ratolí. La proteïna té vuit làmines beta (color groc) agrupades en un barril beta obert en un extrem, amb dues hèlix alfa (color vermell) en els extrems amino i carboxil

Les proteïnes urinàries majors o proteïnes urinàries principals (MUP, de l'anglès Major urinary proteins), també conegudes amb el nom de α2u-globulines, són una subfamília de proteïnes que es troben en abundància en l'orina i altres secrecions de molts animals. Pertanyen a la família de les lipocalines. Les MUP són detectades per un animal receptor, gràcies al seu òrgan vomeronasal. D'aquesta manera pot obtenir informació específica de l'animal donador. Les MUP estan codificades per un grup de gens localitzats un al costat de l'altre en un únic tram d'àcid desoxiribonucleic, que pot variar en nombre segons l'espècie: des de 21 gens funcionals en ratolins fins a cap en els humans (en aquest cas, la informació és codificada per un pseudogen). Les proteïnes MUP tenen una forma característica de barril beta amb hèlix alfa als extrems i canvien la seva conformació segons el model de Koshland per estabilitzar l'enllaç proteïna-substrat.
Aquestes proteïnes van ser descobertes en rosegadors el 1932 per Thomas Addis, mentre estudiava la causa de la proteïnúria. Són al·lergògens humans en potència, en gran part causa de moltes al·lèrgies a animals, com ara al·lèrgies a gats, cavalls i rosegadors. La seva funció endògena és desconeguda, però es creu que pot estar implicada en la regulació de la despesa energètica. No obstant això, com a proteïnes de secreció tenen un paper molt important en la comunicació química entre animals; funcionant com a transportadors de feromones i estabilitzadors en rosegadors i porcs. Les proteïnes urinàries majors també poden actuar com a feromones per elles mateixes. S'ha demostrat que quan actuen com a feromones promouen l'agressivitat entre ratolins mascles, i una MUP específica trobada en l'orina dels ratolins mascles provoca atracció sexual en les femelles. Les MUP també poden funcionar com a senyals entre diferents espècies: davant les MUP produïdes pels depredadors naturals dels ratolins, com els gats i les rates, aquests mostren una resposta instintiva de por.

## Estudis realitzats

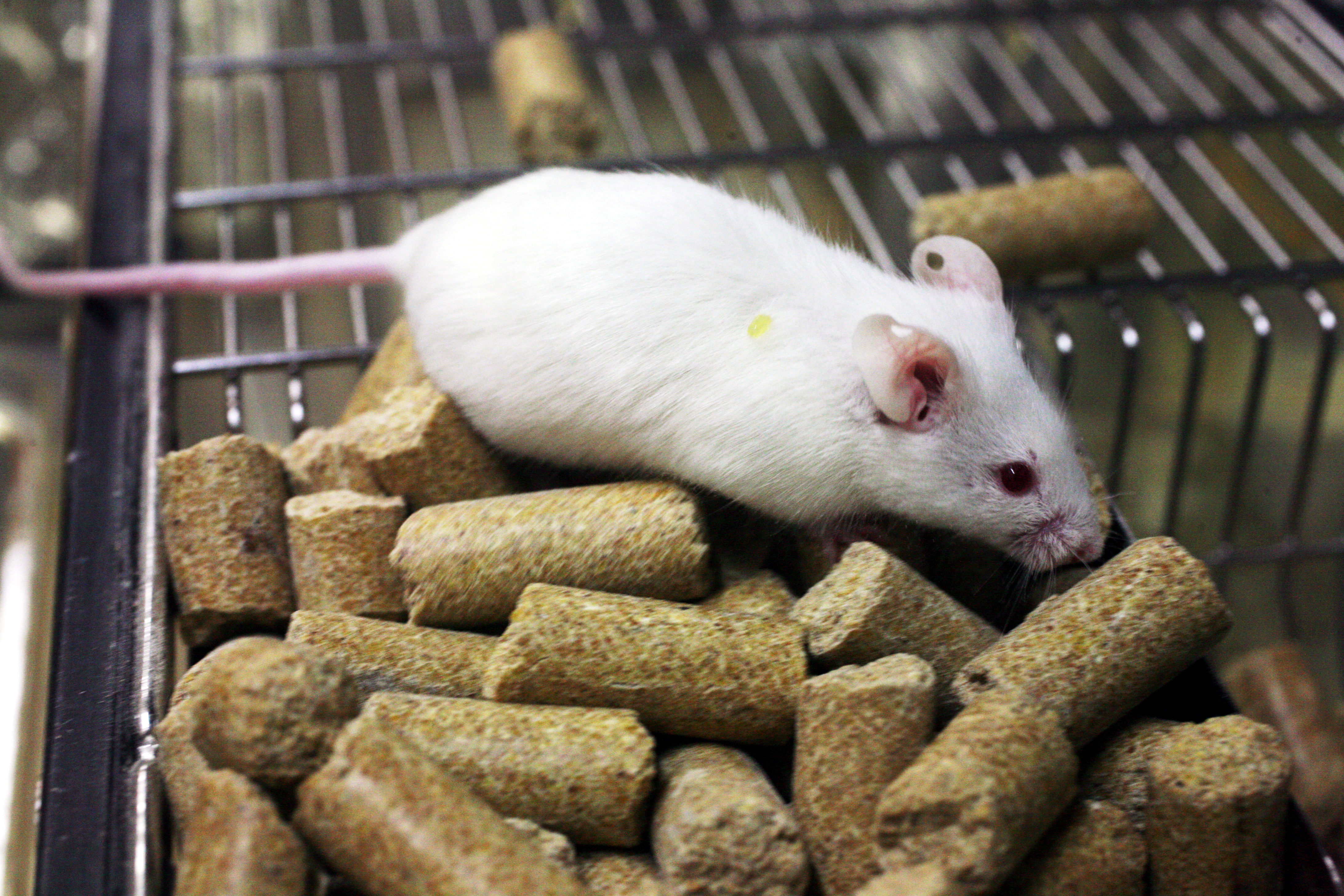
Les MUP dels ratolins de laboratori no presenten variabilitat

Els humans que gaudeixen de bona salut pràcticament no excreten proteïnes en l'orina. Això implica que des de 1827 metges i científics s'hagin interessat en la proteïnúria, l'excés de proteïnes en l'orina dels humans, com a indicador de malalties renals. Per entendre millor l'etiologia de la proteïnúria, es van fer estudis en animals de laboratori. Entre 1932 i 1933, alguns científics,entre els quals Thomas Addis, simultàniament i de manera independent van descobrir que alguns rosegadors sans presentaven proteïnes en la seva orina.
Tot i això, no va ser fins a la dècada de 1960 que les MUP dels ratolins i rates van ser descrites amb detall: es va trobar que les proteïnes eren principalment sintetitzades en el fetge dels mascles i secretades, en grans quantitats (mil·ligrams per dia), per via renal mitjançant l'orina.
Des que van ser descrites en detall i se'ls va posar un nom, s'ha trobat que les MUP són sintetitzades en altres glàndules que secreten productes directament al medi extern, com ara la glàndula lacrimal, les glàndules paròtide,submandibulars i sublinguals, prepuci i glàndules mamàries. Algunes espècies, com ara gats o porcs, presenten molt poca quantitat de MUP en l'orina, mentre que se'n troben una gran quantitat a la saliva. De vegades el terme MUP urinàries (uMUP) s'utilitza per distingir les MUP que es poden trobar a l'orina d'aquelles que es troben en altres teixits.

## Gens codificadors de les MUP

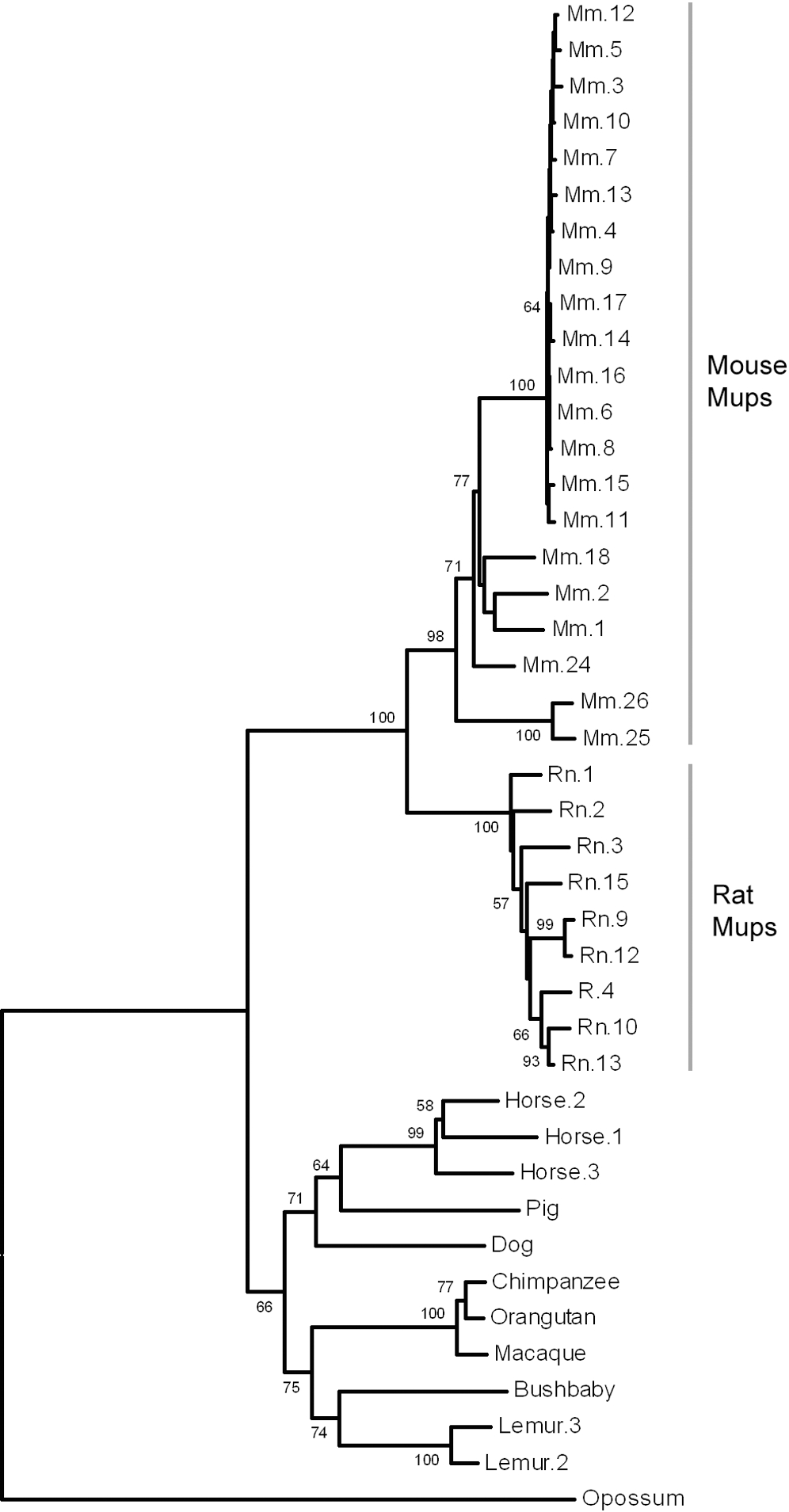
Filogènia de les seqüències codificadores de MUP en mamífers

Entre 1979 i 1981, es va estimar que les MUP eren codificades per una família d'entre 15 i 35 gens i pseudogens en ratolins i d'uns 20 gens en les rates. El 2008, analitzant la seqüència de DNA de tot el genoma d'un ventall d'espècies, es va determinar un nombre més precís de gens codificadors de MUP.

### Rosegadors
El genoma de referència de ratolí té com a mínim 21 gens codificadors de MUP diferents, a més de 21 pseudogens (versions completes o parcials de gens amb diverses mutacions, en aquest cas addició o substitució per triplets de stop o duplicació incompleta del gen). Estan agrupats l'un al costat de l'altre al llarg d'1,92 megabases de DNA al cromosoma 4. Els 21 gens funcionals han estat dividits en dos subclasses segons la semblança de posició i seqüència: 6 gens perifèrics de Classe A i 15 centrals de Classe B. La classe B és un grup de gens format per la duplicació de seqüències de gens de classe A. Ja que tots els gens de classe B són quasi idèntics, es va concloure que aquestes duplicacions són força recents en la història evolutiva del ratolí. De fet, l'estructura repetitiva d'aquests gens centrals comporta una major probabilitat de ser inestables i poden variar en nombre entre els rosegadors silvestres. Els gens codificadors de MUP de Classe A presenten més diferències entre ells i, per tant, tendeixen a ser més estables i antics evolutivament. Tot i així, les diferències funcionals entre els dos grups es desconeixen. La similitud entre els gens fa que sigui difícil d'estudiar utilitzant la tecnologia actual de seqüència de DNA. Consegüentment, el grup de gens que codifica les MUP és una de les poques parts del genoma de ratolí amb llacunes.
L'orina de rata conté proteïnes urinàries homòlogues, tot i que originàriament se'ls va anomenar diferent, α2u-globulines. Des de llavors s'han conegut com a MUP de rata. Les rates tenen 9 gens codificadors de MUP diferents i 13 pseudogens agrupats al llarg d'1,1 megabases de DNA al cromosoma 5. Com en el cas dels ratolins, l'agrupació està formada per diverses duplicacions. Malgrat això, la duplicació es va produir independentment de la dels ratolins, de manera que les dues espècies de rosegadors van ampliar la seva família de gens codificadors de MUP separadament, però al mateix temps.

### No rosegadors
La majoria de mamífers estudiats tenen un únic gen codificador de MUP, com en el cas del porc, la vaca, el gat, el gos, el gàlag, els macacos, els ximpanzés i els orangutans. Alguns, tot i això, en tenen diversos: els cavalls en tenen tres i els lèmurs grisos en tenen almenys dos. Sembla que aquesta família de gens podria ser específica de mamífers amb placenta. Els humans són els únics integrants d'aquest grup que semblen no tenir actiu cap gen codificador de MUP. En canvi, tenen un únic pseudogen que presenta una mutació que impedeix que s'eliminin els seus introns, fent que no sigui funcional.

## Funcions

### Transport de proteïnes
Les MUP pertanyen a l'àmplia família de proteïnes de baix pes molecular (~19 kDa) conegudes com a lipocalines. Tenen una estructura característica de 8 làmines beta organitzades en una estructura en forma de barril obert per una cara, amb una estructura hèlix alfa en ambdós extrems. Com a conseqüència, integren una estructura en forma de guant característic, que permetrà a la proteïna unir-se a petites molècules orgàniques amb alta afinitat. Alguns exemples de MUP serien 2-sec-butil-4,5-dihidrotiazol (abreviat com a SBT o DHT), 6-hidroxi-6-metil-3-heptanona (HMH) i 2,3-dihidro-exo-brevicomina (DHB), totes sintetitzades per ratolins. Totes aquestes són uMUP que s'ha demostrat que actuen com a feromones —senyals moleculars excretats per un individu que desencadenen una resposta innata en un altre individu de la mateixa espècie.
També s'ha demostrat que les MUP de ratolí funcionen com a estabilitzadors de feromones, proporcionant un mecanisme lent d'alliberament que augmenta la potència de les feromones volàtils en les marques d'olor dels mascles. Donat la diversitat de MUP en rosegadors, inicialment es creia que les diferents MUP podien tenir diferent conformació i, per tant, presentar especificitat per a diferents feromones. S'ha vist que totes les MUP presenten una part constant i una part variable. Malgrat això, estudis més detallats han demostrat que aquestes regions que varien segons la MUP semblen estar localitzades a la superfície de la proteïna i tenir una baixa importància en la unió del lligand.
Les MUP de les rates s'uneixen a petites substàncies químiques. El lligand més comú és l'1-Chlorodecà, seguit del 2-metil-N-fenil-2-propenamida, hexadecà i 2,6,11-trimetil decà amb menys importància. Les MUP de les rates també s'uneixen al limonè-1,2-epòxid, donant lloc a una malaltia que afecta el ronyó de l'hoste, la nefropatia de gota hialina, la qual pot derivar en càncer. Altres espècies no desenvolupen aquest trastorn perquè les seves MUP no s'uneixen a aquesta partícula concreta. Consegüentment, quan es van modificar ratolins genèticament per sintetitzar les MUP característiques de les rates, els seus ronyons van desenvolupar la malaltia.

### Feromones

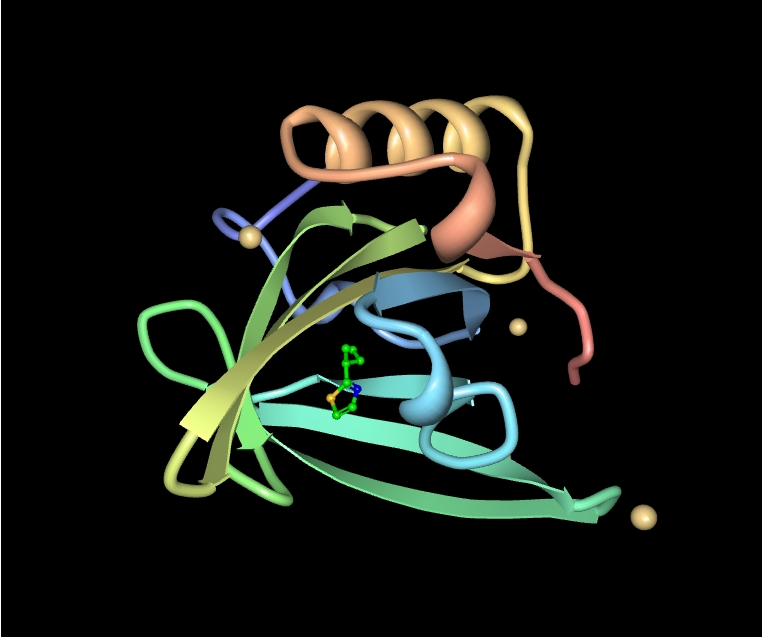
Feromona de ratolí:2-sec-butyl-4,5-dihydrothiazole (SBT)

Els estudis han intentat trobar la funció precisa de les MUP en la comunicació per feromones. Una MUP trobada en porcs, anomenada lipocalina salivar (SAL), se sintetitza a la glàndula salivar dels mascles, on s'uneix fortament a l'androsterona i l'androstenol, feromones que indueixen a les femelles a adoptar una postura d'aparellament.
A més, s'ha demostrat que les proteïnes urinàries majors promouen la pubertat i acceleren el cicle de zel de les femelles de ratolí, així com els efectes de Vandenbergh i Whitten. No obstant, en ambdós casos les MUP eren presentades a les femelles dissoltes en l'orina dels mascles, de manera que es va creure que la proteïna requeria algun tipus de medi urinari per funcionar. El 2007, es va aconseguir que bacteris transgènics sintetitzessin MUP que se solen trobar en l'orina de ratolins, de manera que en ser creades sintèticament estaven desproveïdes dels lligands als que s'uneixen normalment. Aquestes MUP sense lligand eren suficients per promoure un comportament agressiu en mascles de ratolins, fins i tot en absència d'orina. A més a més, les MUP sintetitzades per bacteris activaven les neurones sensorials olfactives de l'òrgan vomeronasal (VNO), un subsistema del nas conegut per detectar feromones via receptors sensorials específics, de ratolins i rates. Tots aquests factors demostren que les proteïnes urinàries majors poden actuar com a feromones per elles mateixes, independentment d'estar unides al seu lligand.
Pel que fa a l'agressivitat entre mascles, els ratolins mascles adults secreten moltes més MUP en l'orina que les femelles, les cries o els ratolins mascles castrats. El mecanisme precís que regula aquesta diferència entre sexes és complex, però almenys tres hormones – testosterona, hormones del creixement i tiroxina – són també conegudes per la seva influència en la producció de MUP en ratolins.
L'orina dels ratolins comuns silvestres conté diverses combinacions de proteïnes (de 4 a 7 MUP diferents per ratolí). Algunes soques pures de ratolí de laboratori, com BALB/c i C57BL/6, també tenen diferents proteïnes a la seva orina. Tot i això, a diferència dels ratolins silvestres, diferents individus de la mateixa soca expressen el mateix patró de proteïnes, fruit de moltes generacions d'endogàmia.
Una MUP inusual, que els científics van anomenar Darcin, presenta menys varietat que la resta: és produïda constantment per una alta proporció de ratolins mascles silvestres i gairebé mai es troba en l'orina de les femelles. Quan Darcin va ser sintetitzada per bacteris i utilitzada en proves de comportament animal, es va observar que atreia els ratolins femella. El nom de Darcin és una referència còmica a Fitzwilliam Darcy, l'heroi romàntic de la novel·loa Orgull i prejudici. Altres MUP van ser provades però no tenien les mateixes propietats atractives, suggerint que les MUP específiques dels mascles actuen com a feromones sexuals.
En general, els complexos patrons de MUP produïdes tenen el potencial de proporcionar una àmplia imformació de l'animal donador, com el gènere, la fertilitat, la jerarquia social, l'edat, la diversitat genètica o el parentiu. Els ratolins silvestres, a diferència d'aquells ratolins de laboratori genèticament idèntics, és a dir, amb el mateix patró de MUP, presenten patrons individuals d'expressió de MUP en la seva orina que actua com un codi de barres únic que permet identificar el propietari d'aquesta marca d'olor.

### Kairomones
A més de servir com a senyals socials entre membres de la mateixa espècie, les MUP poden actuar de kairomones – senyals químics que transmeten informació entre espècies.
Els ratolins desenvolupen una por instintiva davant l'olor dels seus depredadors naturals, incloent gats i rates. Això succeeix fins i tot en els ratolins de laboratori, que han estat aïllats dels depredadors durant centenars de generacions. Quan els senyals químics responsables de la resposta de por van ser aïllats de la saliva de gat i l'orina de rata, es van identificar dos senyals proteics homòlegs: Fel d 4 (Felis domesticus allergen 4), l'expressió del gen codificador de MUP en gats, i Rat n 1 (Rattus norvegicus allergen 1), l'expressió del gen codificador de MUP13 en rates. Els ratolins presenten una resposta de por a aquestes kairomones fins i tot quan estan sintetitzades per bacteris, però aquells ratolins mutants incapaços de detectar aquestes MUP no tenen por a les rates, demostrant així la seva importància en el desencadenament d'una resposta de por.
No se sap exactament com les MUP de diferents espècies inicien comportaments dispars en un individu. Tot i això, es coneix que les MUP dels ratolins donadors i les dels seus depredadors activen patrons únics de neurones sensorials al nas dels ratolí receptor, fet que implica que el ratolí les percebi diferent, via diferents circuits neuronals. Els receptors de feromones responsables de la detecció de les MUP són també desconeguts, però es creu que són membres del receptor de classe V2R.

### Al·lèrgens
Junt amb altres membres de la família de les proteïnes lipocalines, les MUP poden ser potents al·lèrgens per als humans. Se'n desconeix la causa, però una possible explicació és el mimetisme molecular entre les MUP i les lipocalines humanes estructuralment similars.
La proteïna que resulta de l'expressió del gen MUP 17 dels ratolins, conegut com a Mus m 1, Ag1 o MA1, és la responsable de moltes de les propietats al·lergògenes de l'orina dels ratolins. La proteïna és extremadament estable en l'ambient; als Estats Units es va trobar que el 95 per cent dels habitatges del centre urbà i el 82 per cent de tots els tipus de cases tenen nivells detectables de proteïna en almenys una habitació. De manera semblant, Rat n 1 és un al·lergen humà conegut. Un estudi americà va reportar la seva presència en el 33 per cent de les cases del centre urbà i un 21 per cent dels ocupants presentaven sensibilitat a l'al·lergen. L'exposició i sensibilització a les proteïnes MUP dels rosegadors es considera un factor de risc per a nens i nenes asmàtics i és la principal causa d'al·lèrgia als animals de laboratori. Un estudi va concloure que dos terços dels treballadors d'un laboratori que havien desenvolupat reaccions asmàtiques a causa dels animals tenien anticossos contra la Rat n 1.
Els gens codificadors de MUP d'altres mamífers també codifiquen proteïnes al·lergògenes. Un exemple és el Fel d 4, que és principalment produït en la glàndula salival submandibular del gat i es diposita a la seva caspa quan aquest es llepa el pèl. Un estudi va trobar que el 63 per cent de les persones al·lèrgiques als gats tenen anticossos contra la proteïna. Hi ha més anticossos contra el Fel d 4 que contra el Fel d 1, un altre tipus d'al·lergen de gat. De la mateixa manera, Equ c 1 (Equus caballus allergen 1) és la proteïna sintetitzada a partir del gen de MUP de cavall, en el fetge, i les glàndules salivals sublingual i submandibular. El 80 per cent de les persones que estan exposats repetidament a al·lèrgens de cavall presenten anticossos contra aquesta proteïna.

### Metabolisme
Mentre que la detecció de les MUP excretades per altres animals ha estat ben estudiada, el paper funcional en el mateix animal que la produeix és menys clar.
Tot i això, el 2009 es va observar que les MUP estaven associades a la regulació de la despesa energètica en ratolins. El científics van trobar que els ratolins que tenien obesitat i diabetis induïdes genèticament produïen trenta vegades menys ARN MUP que aquells sans. Quan injectaven proteïnes MUP directament al torrent sanguini dels ratolins, van observar un augment en la despesa energètica, activitat física i temperatura corporal, amb una corresponent davallada de la intolerància a la glucosa i resistència a la insulina. Van proposar que els efectes beneficiosos de les MUP en el metabolisme energètic tenen lloc mitjançant la millora de la funció mitocondrial en el múscul esquelètic. Un estudi va trobar que les MUP es van reduir en els ratolins obesos. En aquest cas, la presència de MUP en el torrent sanguini dels ratolins restringeix la producció de glucosa per la directa inhibició de l'expressió dels gens en el fetge.